# غياث كلا (دابوي الجنوبي)
غیاث کلا (بالفارسية: غیاث‌کلا) هي قرية تقع في إيران في قسم دابوي الجنوبی الريفي. يقدر عدد سكانها بـ 584 نسمة بحسب إحصاء 2016.